# Álvaro de Jesús Gómez
Álvaro de Jesús Gómez (Puerto Berrio, Antioquia; 7 de octubre de 1954) es un entrenador de fútbol colombiano.
Como hecho curioso, ha sido el técnico campeón en tres ocasiones de la Categoría Primera B colombiana, pero en ninguna oportunidad pudo dirigir al equipo que llevó al ascenso en la Primera A.

## Trayectoria
En 1990, dirigiendo al Deportes Quindío debutó en el campeonato profesional colombiano, avanzando a los cuadrangulares semifinales.
En 2002, dirigió al Centauros Villavicencio en la campaña del ascenso, el cual ganó tras superar al Alianza Petrolera. A pesar del logro obtenido, la dirección técnica del club fue asignada a Luis Cubilla, sin embargo, por las malas directivas, quien tuvo que dirigir al club llanero fue Diego Edison Umaña, Posteriormente, dirigió en Perú al Unión Minas y al Melgar de Arequipa.
En 2003 dirigió a Patriotas Boyacá en el Torneo de Ascenso donde quedó eliminado en la última fecha de  los cuadrangulares finales del Grupo A por Bogotá Chicó, al equipo de Tunja le servía el empate en la ciudad de Bogotá  para clasificar a la  Gran Final por el ascenso a la Primera A pero perdió en el último segundo del minuto de adición por resultado de 3-2.
Para 2005, llegó al Cúcuta Deportivo, club que completaba diez temporadas en la Categoría Primera B. Al término de la temporada, lo llevó al ascenso luego de vencer en la final al Bajo Cauca F. C. Sin embargo, para la temporada 2006 fue reemplazado por Jorge Luis Pinto.
Posteriormente, en 2006, fue entrenador en la Primera A, con el Real Cartagena, siendo reemplazado por Néstor Otero ante los malos resultados.
Para 2007 fue contratado por el Deportivo Pasto, al cual dirigió en la Copa Libertadores 2007 (sin lograr un solo punto en seis partidos) y en el Torneo Apertura (quedando fuera de los cuadrangulares semifinales). Por los malos resultados salió del cargo.
En 2010, dirigió al Itagüí en la campaña que lo llevó al subtítulo de la Copa Colombia y título de la Primera B 2010, obteniendo el entrenador su tercer título de la segunda división. Sin embargo, no pudo arreglar la parte económica y fue reemplazado por Carlos Mario Hoyos para el 2011.
Luego de seis meses sin dirigir, fue contratado nuevamente por Itagüí el 1 de junio. Su resultado fue bueno, porque logró clasificar al equipo a los cuartos de final del Torneo Finalización, donde fue eliminado por Santa Fe. Al término de la campaña presentó su renuncia al Itagüí y fue contratado por Atlético Bucaramanga para dirigir en 2012.
En agosto de 2014, había sido anunciado como nuevo entrenador de Jaguares de Córdoba, tras la destitución de Gabriel Jaime Gómez, pero finalmente no se llegó a un acuerdo y fue escogido Héctor Estrada Cano.

## Clubes

### Entrenador
| Club                    | País        | Año         |
| ----------------------- | ----------- | ----------- |
| Deportes Quindío        | Colombia    | 1990        |
| Once Caldas             | Colombia    | 1991        |
| Union Minas             | Perú        | 1997        |
| FBC Melgar              | Perú        | 1998-1999   |
| Centauros Villavicencio | Colombia    | 2002-2003   |
| Patriotas Boyacá        | Colombia    | 2003        |
| Cúcuta Deportivo        | Colombia    | 2005        |
| Real Cartagena          | Colombia    | 2006        |
| Deportivo Pasto         | Colombia    | 2007        |
| Mineros de Guayana      | Venezuela   | 2008        |
| Itagüí                  | Colombia    | 2010 - 2011 |
| Atlético Bucaramanga    | Colombia    | 2012        |
| Atlético Huila          | Colombia    | 2012-2013   |
| Rionegro Águilas        | Colombia    | 2015        |
| FAS                     | El Salvador | 2018        |

## Palmarés

### Torneos nacionales
| Título              | Club                    | País     | Año  |
| ------------------- | ----------------------- | -------- | ---- |
| Categoría Primera B | Centauros Villavicencio | Colombia | 2002 |
| Categoría Primera B | Cúcuta Deportivo        | Colombia | 2005 |
| Categoría Primera B | Itagüí Ditaires         | Colombia | 2010 |